# 2047年の香港問題
2047年の香港問題（繁体字中国語: 2047年香港前途問題）では、香港特別行政区基本法第5条に定める「香港特別行政区は社会主義制度とその政策を施行せず、元来の資本主義制度と生活様式を維持し、五十年間変わらない。」について、一国二制度の保証される50年間の期限になる2047年の香港について解説する。
香港特別行政区政府は、一国二制度の期限である2047年に問題が発生することは無いと表明しているものの、香港本土派（香港派）などの政治家はこの問題について懸念を示している。

## 背景
1984年、イギリスと中華人民共和国は英中共同声明に署名し1997年7月1日に香港を中華人民共和国に譲渡した。声明には中国の香港に対する政策の方針が含まれていた。そこでは、『中国は一国二制度を基に、中国の社会主義を香港で実施せず、香港の資本主義の制度は50年間維持される』とした。
1997年7月1日、英中共同声明に基づき、イギリスからの香港譲渡に伴い、香港特別行政区基本法が香港で施行され、その第五条で『香港特別行政区は社会主義制度とその政策を施行せず、元来の資本主義制度と生活様式を維持し、五十年間変わらない。』と規定され、香港での民主主義及び中国政府からの自由、すなわち「港人治港」は一国二制度のもと50年は維持されると保証された。

## 逃亡犯条例改正案と香港国家安全維持法の影響

### 中華人民共和国香港特別行政区国家安全維持法

#### 制定
英領香港の最後の総督を務めたイギリスのクリストファー・パッテン貴族院議員は「中国は新たな形で独裁政治を進めている。香港の市民は裏切られた。つまり中国は信頼に足る相手でないことを（自ら）証明したわけだ」、などと発言。英中共同宣言に違反する可能性にも言及した。また、イギリス、アメリカ、カナダ、オーストラリアの４カ国共同で、香港への国家安全法導入は国際公約違反とし、中国当局を非難する共同声明を発表した。

#### 施行
2020年6月30日、中国当局が中華人民共和国香港特別行政区国家安全維持法の施行に踏み切ると、ボリス・ジョンソン首相は翌日の7月1日、英中共同宣言への「明白で深刻な違反だ」と批判した上で、香港市民約300万人に対しイギリスへの入国管理規則を大幅に緩和し、市民権や永住権の申請を可能にする方針を明らかにした。対象となるのは1997年の香港返還以前に生まれた香港市民が持つことのできる「イギリス国民 (海外)（BNO）パスポート」の保持者で、現時点で35万人いるほか、申請の条件を満たしている人が260万人いる。BNOの旅券保持者はビザ（査証）なしで英国に6か月間滞在できるが、その期間を5年間へと延長する。5年の滞在期間中は就労が可能で、その後永住資格取得を経て、市民権を申請できる。対象には香港在住のBNOの扶養家族も含まれた。なお、これに対して在英中国大使館は2日、計画を強行するのならば中国も対抗措置を講じると表明した。
7月20日には、イギリス政府が、香港との犯罪人引き渡し条約を停止すると発表した。
ドナルド・トランプ大統領はホワイトハウスでの記者会見で、中国が香港に国家安全法の導入を決めたことに関し「中国は香港に約束していた『一国二制度』を『一国一制度』に変えた」と批判。「香港の高度の自治は保証されなくなった」と述べ、米国-香港政策法でアメリカが香港に認めている優遇措置を見直す手続きへの着手を表明した。
8月7日、大統領令13936号により、香港国家安全維持法の施行に関与する人物として、アメリカ財務省は林鄭月娥香港行政長官、鄧炳強香港警務処長を含む11人を「米国内資産凍結、米国人との取引禁止」の制裁対象に指定した。
各国の政策もあり、2047年まで維持されるとされた一国二制度は、香港国家安全維持法の施行によって実質的に崩壊した。